# Bistorta burmanica
Bistorta burmanica är en slideväxtart som beskrevs av Yonek. & H.Ohashi. Bistorta burmanica ingår i släktet ormrötter, och familjen slideväxter. Inga underarter finns listade i Catalogue of Life.